# Novoazovský rajón
Novoazovský rajón (ukrajinsky Новоазовський район) byl rajón v Doněcké oblasti na Ukrajině. Hlavním městem byl Novoazovsk a rajón měl přibližně 27 tisíc obyvatel. 

## Sídla v rajónu
- Novoazovsk
- Sedove